# Nesogobius
A Nesogobius a csontos halak (Osteichthyes) főosztályának a sugarasúszójú halak (Actinopterygii) osztályába, ezen belül a sügéralakúak (Perciformes) rendjébe, a gébfélék (Gobiidae) családjába és a Gobiinae alcsaládjába tartozó nem.

## Rendszerezés
A nembe az alábbi 4 faj tartozik:
- Nesogobius greeni Hoese & Larson, 2006
- Nesogobius hinsbyi (McCulloch & Ogilby, 1919) - típusfaj
- Nesogobius maccullochi Hoese & Larson, 2006
- Nesogobius pulchellus (Castelnau, 1872)